# 能動輸送

Na^{+}/K^{+} ATPアーゼの模式図。Na^{+} を細胞外へ、K^{+} を細胞内へそれぞれくみ出している

能動輸送（のうどうゆそう）とは、細胞がアデノシン三リン酸 (ATP) の力を直接あるいは間接的に利用して物質を濃度勾配に逆らって輸送する作用である。

## 特徴
通常、膜を隔てた物質の輸送は濃度の高い方から低い方に向かって行われるが（受動拡散）、能動輸送はATPのエネルギーを利用することによって濃度勾配に逆らって物質の輸送を行う。能動輸送には何らかの輸送体が関与しており、これらは標的となる化合物の化学構造を認識して輸送するため類似の構造を持った化合物によって輸送が阻害されるという特徴がある。また、低温状態においても輸送阻害が生じる。能動輸送の輸送速度は飽和現象が認められ、ミカエリス・メンテン式に依存する。
能動輸送はいくつかのパターンに分けられる。
単輸送（ユニポート）
他の物質の輸送と共役せず、その物質のみで輸送されるタイプ。ATPのエネルギーを必要としない促進拡散とは異なる。たとえば Ca+ ATPアーゼなど。
対向輸送（アンチポート）
細胞内と細胞外に存在する分子を互いに交換するタイプ。たとえば Na+/K+ ATPアーゼ、Na+/H+ 逆輸送系、Na+/抗菌薬逆輸送系など。
共輸送（シンポート）
濃度勾配に沿ったイオンの移動と濃度勾配に逆らった物質のくみ上げを同時に行うタイプ。結果としてイオンと物質は同じ方向に動く。たとえば Na+/アミノ酸共輸送系など。

## 一次性能動輸送と二次性能動輸送

### 一次性能動輸送
ATPのエネルギーを直接利用して輸送を行う形式の能動輸送。Na+/K+ ATPアーゼや H+/K+ ATPアーゼなどのイオン輸送体が挙げられ、P-糖タンパク質も一次輸送体の一種である。

### 二次性能動輸送
二次性能動輸送は一次性能動輸送により生じたイオンの濃度勾配のエネルギーを利用して物質を輸送する形式である。二次性能動輸送に関与する輸送のタイプとして共輸送及び対向輸送が挙げられる。

## 輸送体の分類

### ABC輸送体
ABC輸送体（ATP結合カセット輸送体）は分子量の小さな物質を通過させる膜タンパク質であり、総称してABCスーパーファミリーとも呼ばれる。現在までにおよそ250種のABC輸送体が同定されている。2つの膜貫通ドメインおよび2つのATP結合ドメインを持ち、ウォーカーAモチーフ及びウォーカーBモチーフというアミノ酸配列が生物種を超えてよく保存されている。哺乳類においてリン脂質や脂溶性薬物の輸送に関与している。細菌においてはアミノ酸や糖、ペプチドの輸送も行っている。
ABC輸送体の中にはさらにサブファミリーが存在する。その中でもMDR/TAPおよびMRP/CFTRサブファミリーが薬物輸送に関与している。
P-糖タンパク質は1,280個のアミノ酸より構成される分子量約 170 kDa の膜タンパク質であり、12回膜貫通型タンパク質である。MDRサブファミリーに属する。脂溶性の高い薬物を細胞外へ排出し、異物の侵入を防ぐバリアーとして機能していることが分かっている。抗がん剤に対して多剤耐性を示すがん細胞より発見されたが、その後小腸上皮や血液脳関門を形成する脳毛細血管内皮細胞など様々な組織に発現していることがわかった。

### P型ATPアーゼ
P型ATPアーゼはイオン輸送を行う。代表的なものとして、筋肉の Na+/K+ ATPアーゼ、Ca+ ATPアーゼ、胃頂端膜の H+/K+ ATPアーゼなどが挙げられる。

### F型ATPアーゼ
F型ATPアーゼ（ATP合成酵素）は呼吸鎖と共役してATP産生を行う重要な分子であり、その構造中にF0およびF1ドメインを含む。H+ の流れとともにモーター部分が回転してATP産生を行う。

### V型ATPアーゼ

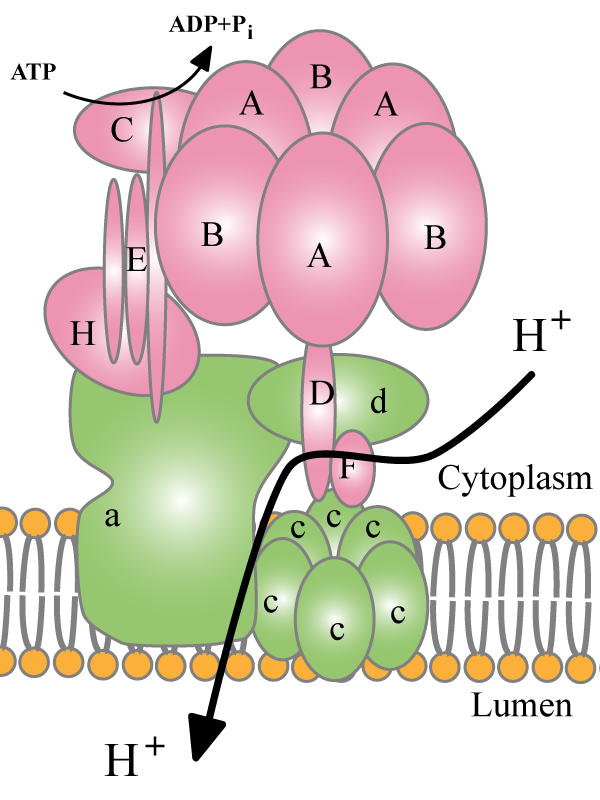
V型プロトンポンプはATPのエネルギーを利用してH^{+}の輸送を行う

V型ATPアーゼ（液胞型ATPアーゼ）は膜表面にありATPアーゼ活性を示し、F型ATPアーゼと類似した構造を持つ。V1ドメインと膜内部に存在して物質の透過に機能するV0ドメインを持つ。リソソームやエンドソーム、細胞膜、分泌小胞などに発現しており、V型ATPアーゼ特異位的阻害剤バフィロマイシンA1により機能が阻害される。V型H+ポンプは細胞内pHの調節に関与している。